# Goren
Goren (hebr. גורן; ang. Goren) – moszaw położony w Samorządzie Regionu Ma’ale Josef, w Dystrykcie Północnym, w Izraelu.

## Położenie
Moszaw Goren jest położony na wysokości 369 metrów n.p.m. w północno-zachodniej części Górnej Galilei. Leży na północno-zachodnim skraju zboczy góry Har HaGlili (551 m n.p.m.). Na południe od osady przebiega głębokie wadi strumienia Keziw, po którego drugiej stronie jest położony zamek Montfort. Na północny wschód od osady są źródła strumienia Galil, który spływa w kierunku północno-zachodnim do wadi strumienia Becet, który spływa dalej do wzgórz Zachodniej Galilei i na równinę przybrzeżną Izraela. Okoliczne wzgórza są zalesione. W odległość 2,5 km na północy przebiega granica Libanu. W otoczeniu moszawu Goren znajdują się miasto Ma’alot-Tarszicha, miejscowości Fassuta i Mi’ilja, kibuce Gaton i Elon, moszawy En Ja’akow, Manot, Awdon i Ja’ara, wioski komunalne Gornot ha-Galil, Abbirim, Micpe Hilla i Newe Ziw, oraz arabska wioska Aramisza. Na północnym wschodzie jest położona baza wojskowa Szomera, będąca bazą 300 Brygady Piechoty (rezerwowa) Bar'am. Po stronie libańskiej są położone wioski Al-Bustan, Umm at-Tut i Az-Zallutijja.

### Podział administracyjny
Goren jest położony w Samorządzie Regionu Ma’ale Josef, w Poddystrykcie Akka, w Dystrykcie Północnym Izraela.

## Demografia
Stałymi mieszkańcami moszawu są wyłącznie Żydzi. Tutejsza populacja jest świecka:

Źródło danych: Central Bureau of Statistics.

## Historia
Moszaw został założony w 1950 roku przez imigrantów z Jemenu. Z powodu bardzo trudnych warunków życia, opuścili oni bardzo szybko nową osadę, którą zasiedlono ponownie w 1951 roku imigrantami z Afryki Północnej. Pierwsi mieszkańcy żyli w całkowitej izolacji. Byli pozbawieni elektryczności, a jedynym murowanym budynkiem do 1955 roku była stodoła.

## Edukacja
Moszaw utrzymuje przedszkole. Starsze dzieci są dowożone do szkoły podstawowej w moszawie Becet lub szkoły średniej przy kibucu Kabri.

## Kultura i sport
W moszawie znajduje się ośrodek kultury z biblioteką. Z obiektów sportowych jest boisko do koszykówki i piłki nożnej, oraz sala sportowa z siłownią.

## Infrastruktura
W moszawie jest przychodnia zdrowia, sklep wielobranżowy oraz warsztat mechaniczny.

## Turystyka
Okoliczne tereny Górnej Galilei są atrakcyjnym obszarem do turystyki pieszej. W pobliżu jest położony rezerwat przyrody strumienia Keziw. Największą tutejszą atrakcją są położone w pobliżu ruiny zamku Montfort. W moszawie istnieje możliwość wynajęcia noclegu.

## Gospodarka
Gospodarka moszawu opiera się na produkcji przemysłowej, i w mniejszym stopniu na rolnictwie - w większości drobne uprawy w szklarniach. W 2001 roku we wschodniej części osady utworzono niewielką strefę przemysłową. Dało to impuls do rozwoju gospodarczego. Tutejszy zakład Profal produkuje profile aluminiowe dla potrzeb budownictwa, elektroniki, przemysłu samochodowego i zbrojeniowego.

## Transport
Z moszawu wyjeżdża się na północ na drogę nr 899, którą jadąc na północny wschód dojeżdża się do wioski komunalnej Gornot ha-Galil lub dalej do moszawu Szomera. Natomiast jadąc na zachód dojeżdża się do kibucu Elon, moszawu Ja’ara i skrzyżowania z drogą nr 70 przy miejscowości Szelomi.